# Emilio Abascal Salmerón
Emilio Abascal y Salmerón (ur. 12 lipca 1904 w Córdoba, zm. 12 marca 1979 w Xalapa) – meksykański duchowny rzymskokatolicki, w latach 1968-1979 arcybiskup Jalapa.

## Życiorys
Urodził się 12 lipca 1904 w Córdoba, jego rodzicami byli Biviano Abascal i Victoria Salmerón. Został ochrzczony i bierzmowany 18 sierpnia 1904 przez abp Próspero María Alarcón y Sánchez de la Barquera. 
Ze względu iż seminarium duchowe w Veracruz w latach 1914-1920 było zamknięte został wysłany na studia do Puebla, a następnie został przeniesiony do Rzymu aby uczyć się na Papieskim Uniwersytecie Gregoriańskim. Święcenia kapłańskie otrzymał 30 października 1927 roku. W 1931 był prorektorem seminarium w Puebla. Przez 14 lat był rektorem seminarium w Xalapa.
25 lipca 1953 papież Pius XII mianował go biskupem pomocniczym archidiecezji Puebla. Sakrę biskupią otrzymał 11 października tego samego roku z rąk abp Octaviano Márquez y Tóriz. Jako biskup uczestniczył w sesjach II Soboru Watykańskiego. 18 kwietnia 1968 został mianowany przez papieża Pawła VI arcybiskupem Jalapa.
Zmarł 12 marca 1979 w Xalapa.